# Eudorellopsis integra
Eudorellopsis integra is een zeekommasoort uit de familie van de Leuconidae. De wetenschappelijke naam van de soort is voor het eerst geldig gepubliceerd in 1879 door S.I. Smith.